# Краснопресненские бани
Краснопресненские бани — общественные бани, расположенные по адресу Столярный переулок, дом 7 в Пресненском районе Центрального административного округа города Москвы.

## История

### Российская империя
Исторически Пресня была известна в Москве чистой водой, которую получали из колодца Студенец (колодезный павильон по проекту Доменико Жилярди сохранился на территории усадьбы Студенец), а также популярным среди купальщиков берегом реки Пресня. В начале XIX века на берегу реки были устроены сад для народных гуляний и пруды, а неподалёку выстроены городские бани, которые спустя полвека приобрёл купец 2-й гильдии Пётр Фёдорович Бирюков, выходец из старообрядческой Рогожской слободы. Бирюков трудился ямщиком, а затем занялся торговлей шорным товаром (конской сбруей, уздечками, кнутами и седлами), благодаря чему обогатился, вступил в купеческую гильдию и стал владельцем множества построек по Москве. Широкую известность ему принесли бани, которые он открывал самостоятельно или помогал учредить в арендованных у него домах. Бани на Пресне, Таганской площади и Самотёчном бульваре приносили Бирюкову 25 тысяч рублей в год, также некоторое время он также владел банями в Рогожской слободе, Оружейном переулке и знаменитыми Сандуновскими банями. Бирюков был крупнейшим владельцем бань в городе и именовался «Банным королём», и бани на Пресне получили в народе уважительное наименование «Бирюковские». 
Для расширения бань на Пресне Бирюков нанял архитектора Ивана Машкова, по проекту которого в 1903 году на углу Прудовой и Большой Пресненской улиц было построено новое 1-этажное здание в стиле модерн с искусной лепниной, ковкой и резными дверьми. Главный вход был оформлен подковообразной нишей над дверью, которую заняло мозаичное панно «Лебеди» работы Михаила Врубеля. В новых банях были организованы «Дворянское» отделение для изысканной публики и «Народное» для всех желающих, работали буфет, чайная, бильярдная и библиотека, а также был устроен небольшой зимний сад. «Банный король» прожил почти 80 лет, пользовался уважением среди московских коммерсантов, заседал от купечества в Сиротском суде и Совете детских приютов. После смерти Петра Бирюкова его хозяйство перешло супруге Клавдии Павловне, при которой все бани были подключены к водопроводу и обеспечены чистой водой из скважин. В дни декабрьского восстания дружинники организовали в здании Бирюковских бань на Пресне госпиталь, а парные работали только для гарнизона баррикад у Горбатого моста и Кудринской площади. Оказавшиеся в центре боевых действий бани сильно пострадали от обстрелов правительственных войск, но уже в 1908 году были реконструированы архитектором Иваном Машковым и инженером Богданом Нилусом.

### СССР
После Октябрьской революции бани на Пресне были экспроприированы и переименованы в Краснопресненские, но сохранили прежнюю популярность, а старожилы района продолжили именовать их Бирюковскими. В советские годы здание обветшало, панно Врубеля было утеряно, а затем при расширении улицы Красная Пресня накануне XXII Летних Олимпийских игр 1980 года здание бань было снесено. На его месте были построены венгерское торговое представительство и кинотеатр. Однако ещё до сноса неподалёку от станции метро «Улица 1905 года» на Столярном переулке, 6 началось возведение нового здания Краснопресненских бань по индивидуальному проекту, подготовленному архитекторами Андреем Тарановым, Владимиром Гинзбургом и Михаилом Филипповым, которое было открыто в 1979 году.

### Россия
В 1990-х годах Краснопресненские бани приобрели печальную известность как место убийства нескольких криминальных авторитетов. В 1994 году киллер Медведковской организованной преступной группировки Алексей Шерстобитов, известный как «Лёша-солдат», застрелил основателя Партии спортсменов России Отари Квантришвили. В 2000 году Андрей Милованов по прозвищу «Зелёный» расстрелял после посещения Краснопресненских бань последнего лидера Волговской преступной группировки Евгения Совкова и его невесту Людмилу Матыцину.

## Архитектура
Строительство бань по индивидуальному проекту было нехарактерно для конца 1970-х годов, а само построенное В. М. Гинзбургом, Л. М. Колосковой, М. Филипповым и А. И. Тарановым здание содержало множество отсылок к старым Бирюковским баням. Постройка была стилизована под архитектуру модерна, а перед главным входом была выстроена большая, в 2 этажа высотой арка из специального «кремлёвского» кирпича с белокаменной окантовкой, вторящая подковообразной форме мозаичного панно Врубеля, многие годы украшавшего бани на Пресне. Сам по себе красный кирпич был в те годы дефицитным материалом, и Краснопресненские бани стали одним из 2 московских зданий того времени, построенных с его использованием (второе — Театр на Таганке). В работе над проектом Краснопресненских бань архитекторы заимствовали опыт своих европейских коллег-бруталистов и вдохновлялись проектами архиетктора Луиса Кана (в частности, зданием Индийского института управления в Ахмабаде). Помимо новаторских приёмов, авторы проекта бань применили несколько традиционных: например, распушку кладки труб и нестандартную «тычковую» кладку стен, при которой кирпичи укладываются торцом наружу. Баня была оснащена современным для своего времени оборудованием: газовые печи нагревали чугунные болванки, которые поддерживали во всех парильных устойчивую температуру на протяжении всего дня, что позволяло обслуживать до 180 посетителей одновременно. В бани были предусмотрены чайный зал, пивной бар, парикмахерская и массажные кабинеты. Проект бань был удостоен премии Госстроя СССР. В конце 1990-х — начале 2000-х годов в здании была проведена реконструкция с перепланировковкой и модернизацией оборудования. Тогда же входная группа здания была передвинута вровень с аркой, что нарушило первоначальный замысел архитекторов. 
Проект Краснопресненских бань был повторён в городе Тында в Амурской области. Тында получила известность как «столица» Байкало-Амурской магистрали, проектировалась и возводилась московскими строителями. Город перенял часть московской топонимики (например, там есть район Сокольники и Мосфильмовская улица), а здание бань расположилось на главной улице Тынды — Красной Пресне.